# Jaap Meijer (schrijver)
Jakob (Jaap) Meijer (Winschoten, 18 november 1912 - Heemstede, 9 juli 1993) was een Nederlands historicus en dichter.

## Levensloop
Meijer heeft verschillende publicaties op zijn naam staan over de geschiedenis van de Nederlandse Joden. Hij is de auteur van een biografie van Jacob Israël de Haan, De zoon van een gazzen (1967). Hij publiceerde gedichten onder het pseudoniem Saul van Messel, onder andere in het Gronings. Ook maakte hij gebruik van het pseudoniem Gideon van Hasselt.
Jaap Meijer volgde na de mulo de opleiding tot Joods geestelijke aan het Nederlands Israëlitisch Seminarium in Amsterdam. Na die opleiding studeerde hij geschiedenis aan de Universiteit van Amsterdam. Aldaar promoveerde hij in 1941 op een proefschrift over de bekering van historicus en dichter Isaäc da Costa. Jaap Meijer werkte na zijn promotie van 1941 tot 1943 als leraar aan het Joods Lyceum in de hoofdstad en had onder anderen Anne Frank in de klas. Meijer overleefde met zijn vrouw Liesje Voet en zoon Ischa Meijer tijdens de Tweede Wereldoorlog het concentratiekamp Bergen-Belsen en het verloren transport per trein vanuit dat kamp. Jaap Meijer en zijn vrouw waren beiden zwaar getraumatiseerd door hun oorlogservaringen. Van enige psychologische opvang van oorlogsgetroffenen was destijds in Nederland geen sprake.
Na de oorlog emigreerde het gezin, dat inmiddels was uitgebreid met dochter Mirjam en jongste zoon Job, voor enige tijd naar Paramaribo. Daar fungeerde Meijer enige tijd als rabbijn.
In 1948 werd hij benaderd om de geschiedenis van de Jodenvervolging te schrijven. De onderhandelingen hadden geen resultaat. Auteur van dit werk werd daarop Jacques Presser (Ondergang).
Meijer is ook enige tijd leraar geschiedenis aan het Coornhert Lyceum in Haarlem geweest.
Later verbrak Meijer het contact met elk van zijn drie kinderen. Het contact met oudste zoon Ischa Meijer is nooit hersteld. Zijn kinderen verklaarde later dat Meijer zijn kinderen geregeld sloeg en dat er geen enkele sprake was toewijding jegens hen. 
In 1984 ontving Jaap Meijer de Literaire pries van de Stichting 't Grunneger Bouk.
Meijer overleed enkele weken na zijn vrouw Liesje aan een hartinfarct. Hij is begraven op de Algemene Begraafplaats aan de Herfstlaan in Heemstede. Er is geen grafsteen aanwezig, maar wel een hardstenen paaltje met afgeronde kop en de inscriptie: RR - 293 H.
In Een jongetje dat alles goed zou maken (1996) zijn de columns gebundeld die Ischa Meijer als 'De Dikke Man' schreef bij de dood van zijn beide ouders.  Daar ook gaat Connie Palmen in op de begrafenis van Jaap Meijer.
In 1995 verscheen de biografie Een joodse dwarsligger; Jaap Meijer 1912-1993, geschreven door Igor Cornelissen.
In 2008 publiceerde historica Evelien Gans het eerste deel van de dubbelbiografie Jaap en Ischa Meijer; Een joodse geschiedenis 1912-1956.

## Poëzie
- Tougelieks
- Ongeneeselk
- Bourtange
- Twijderweegns
- Vrouger of loater
- Mien laid dat vlogt
- Tolk van 't olle volk

## Historisch werk
- Isaac da Costa's weg naar het Christendom. Bijdrage tot de geschiedenis der Joodsche problematiek in Nederland (1946). Oorspronkelijk proefschrift Universiteit van Amsterdam 1941.
- Het verdwenen ghetto. Wandelingen door de Amsterdamse Jodenbuurt (1948)
- Tussen Götterdämmerung en Morgenrood. Beschouwingen over Joden in Nederland omstreeks 1900. Openbare Les. Gehouden bij de opening van zijn colleges als privaat-docent in de Geschiedenis van de Joden in Nederland aan de Universiteit van Amsterdam op dinsdag 30 oktober 1951.
- Het levensverhaal van een vergetene. Willem Anthony Paap, 1856-1923: Zeventiger onder de Tachtigers (1959)
- Het Jonas Daniël Meĳerplein. Bezinning op drie eeuwen Amsterdams Jodendom (1961)
- Zĳ lieten hun sporen achter. Joodse bĳdragen tot de Nederlandse beschaving (1964)
- Van Israëlieten tot Israëliërs. Anderhalve eeuw Joodse geschiedenis 1815-1965 (1965)
- Van Israëlietisch Oude Mannen- en Vrouwenhuis tot Joods Tehuis voor Bejaarden: 1841-1966 (1966)
- De zoon van een gazzen. Het leven van Jacob Israël de Haan (1967)
- Hoge hoeden, lage standaarden. De Nederlandse Joden tussen 1933 en 1940 (1969)